# Rue Saint-Marc (Paris)
Pour les articles homonymes, voir Rue Saint-Marc.
La rue Saint-Marc est une voie du 2e arrondissement de Paris, en France.

## Situation et accès

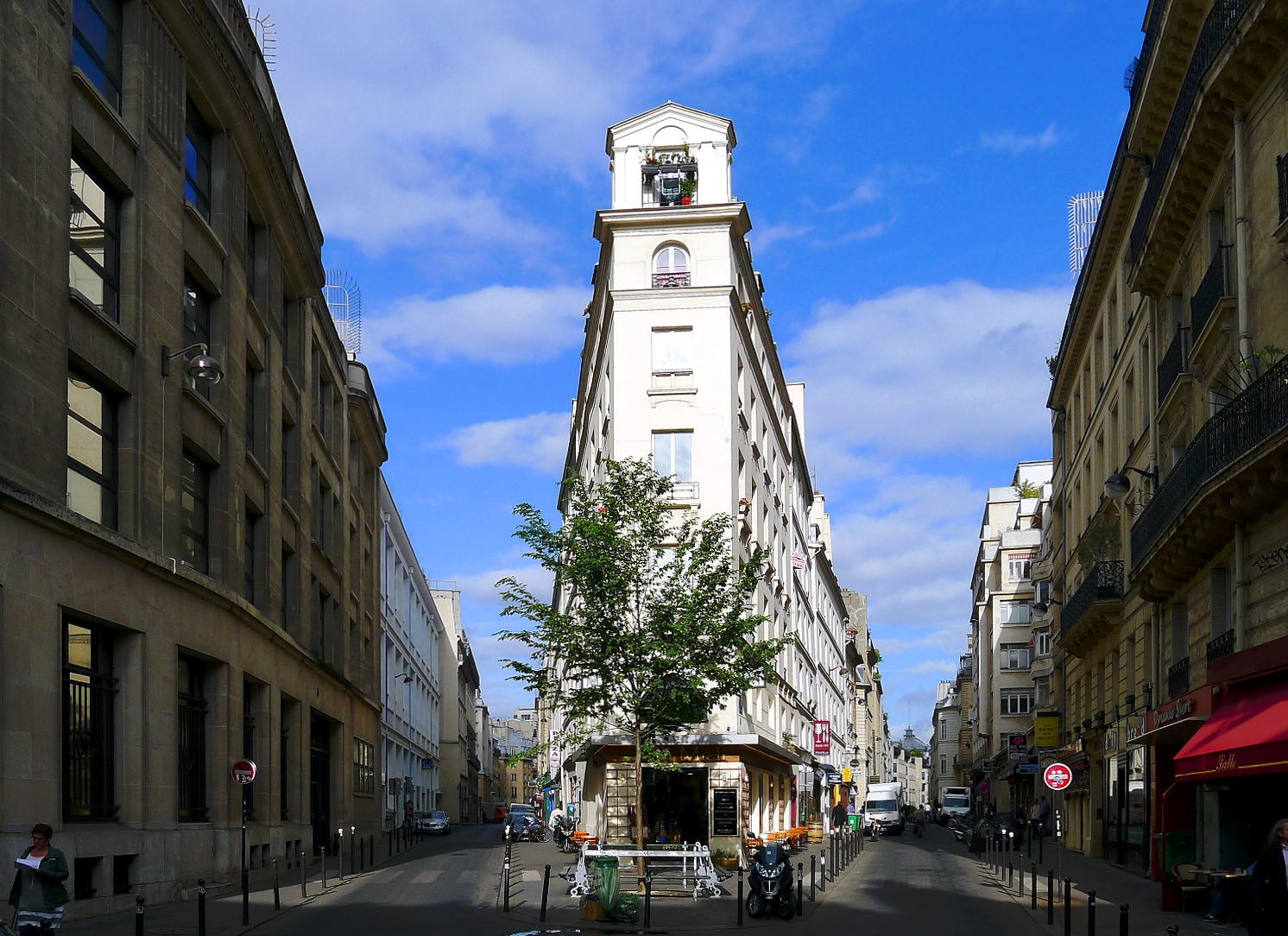
La patte d'oie créée par les rues Saint-Marc (droite) et Feydeau (gauche) vue de la rue Montmartre.

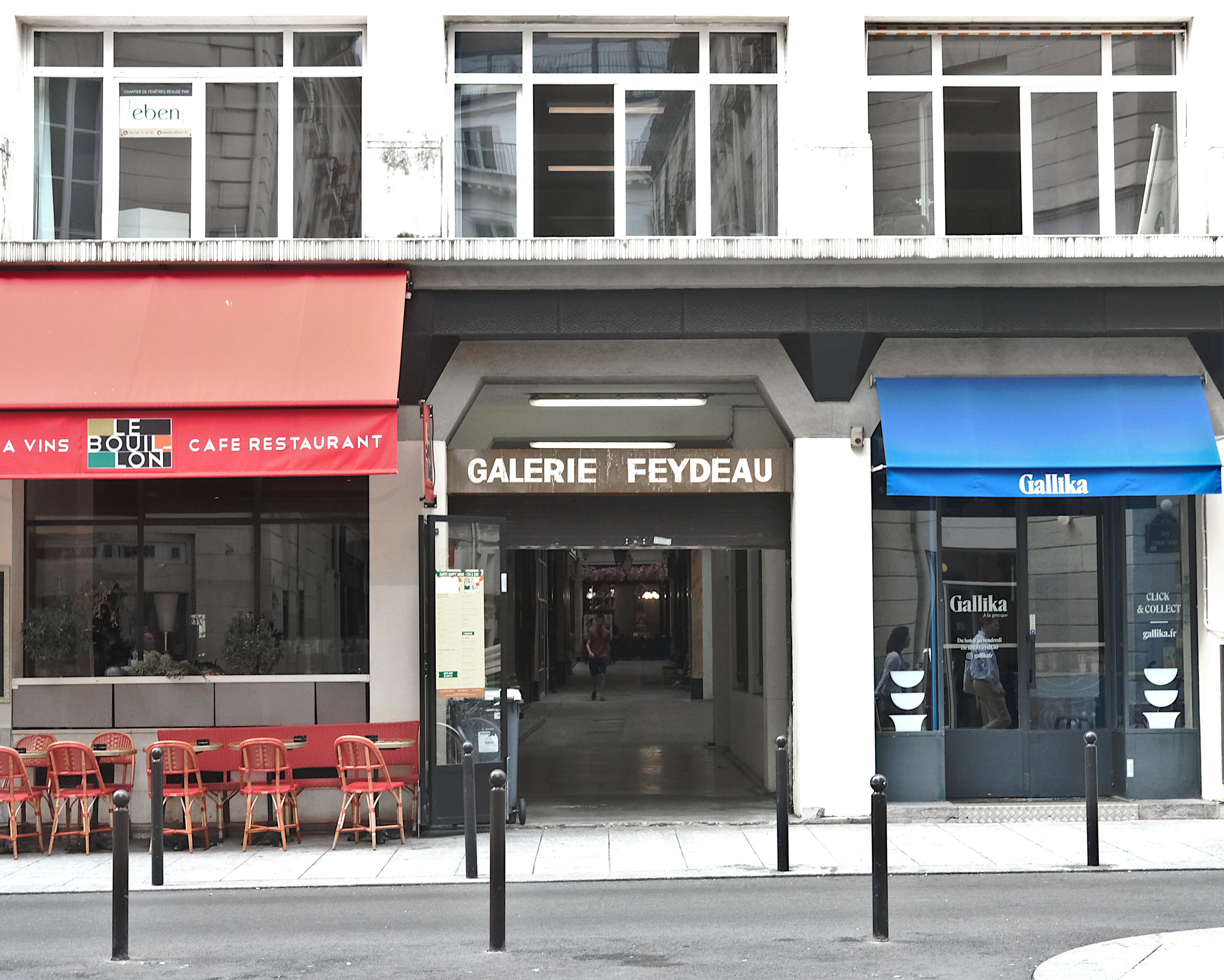
Entrée de la galerie Feydeau.

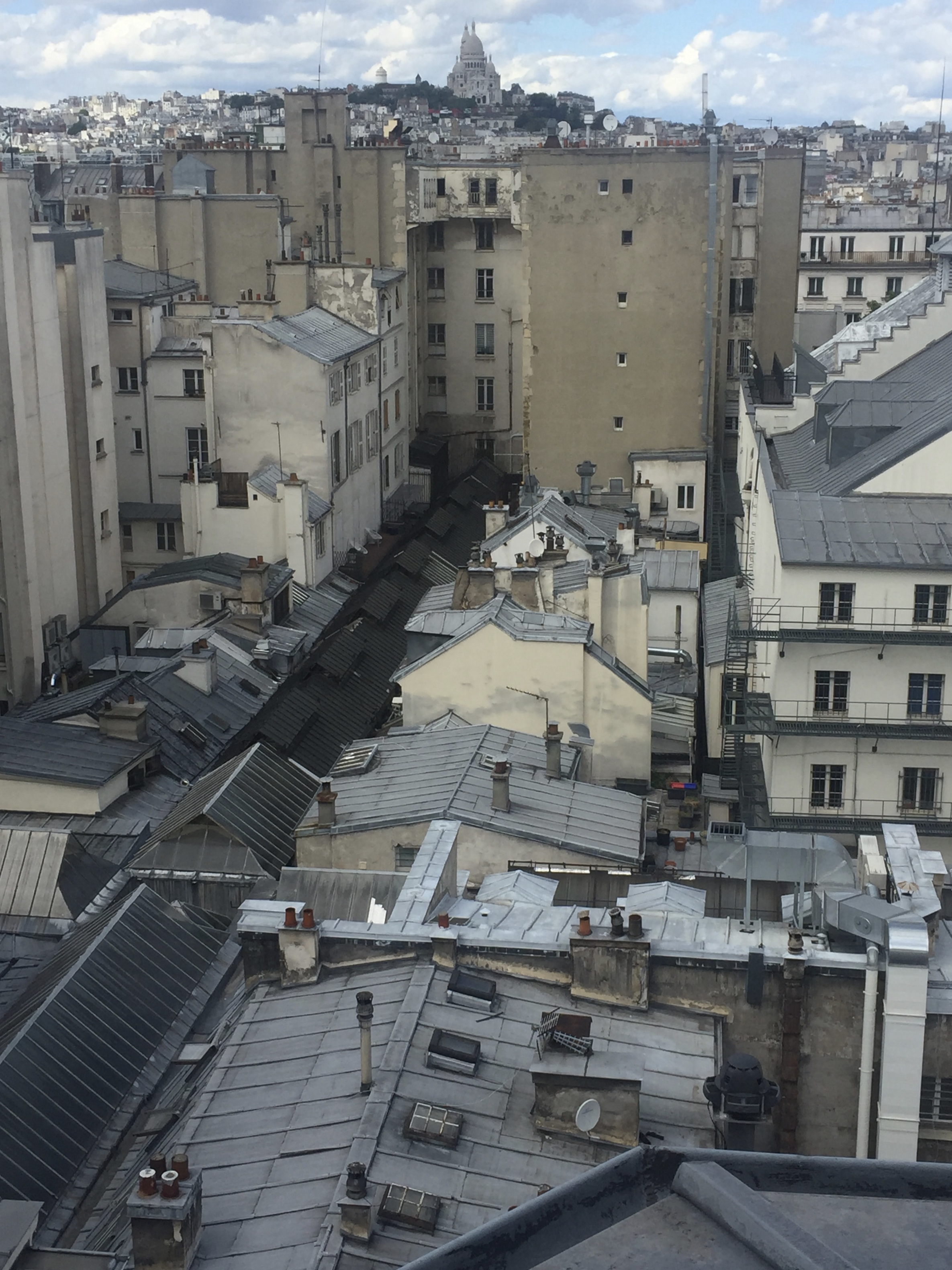
Vue sur le nord de Paris depuis le n°8 de la rue saint Marc.

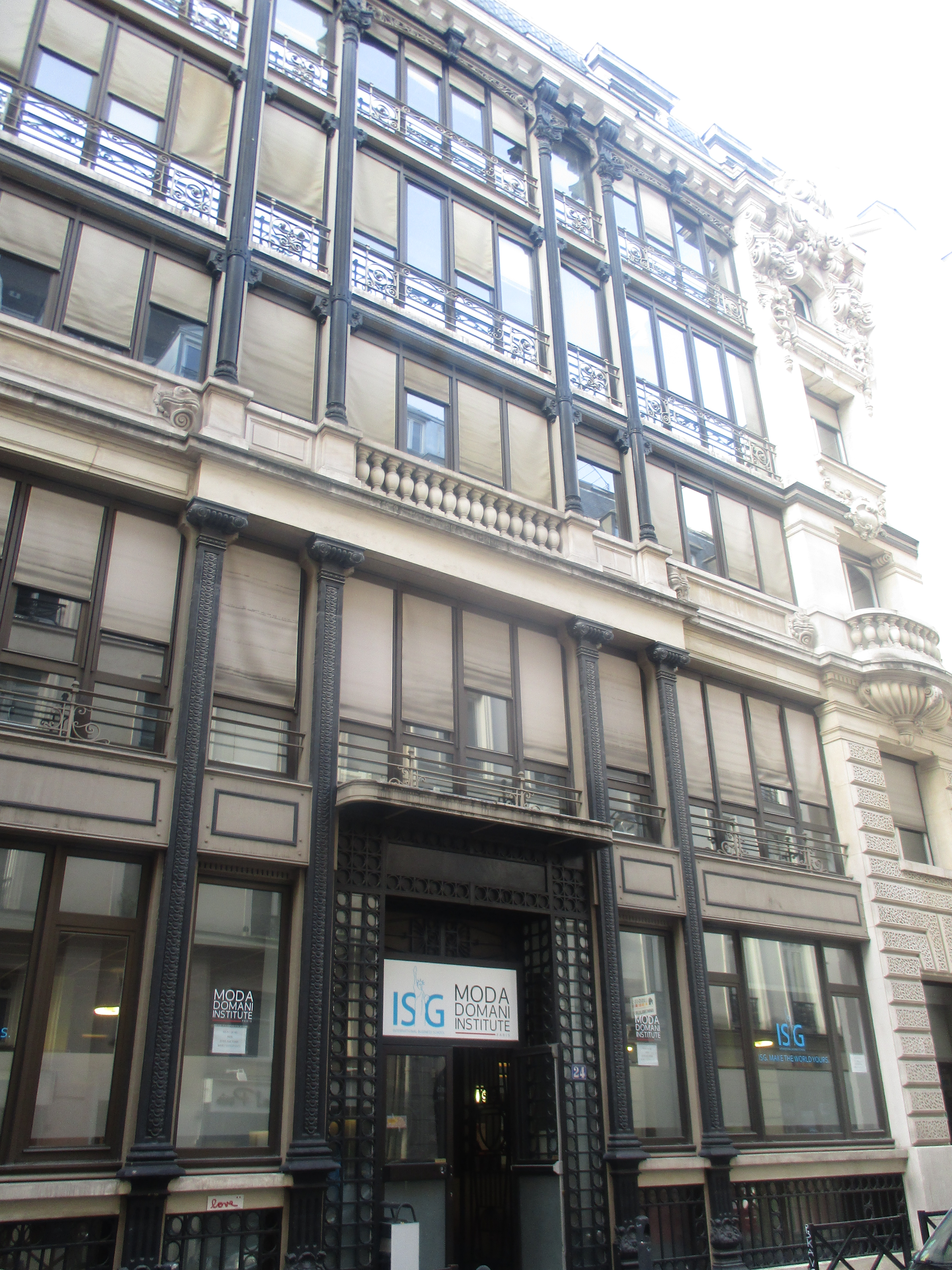
No 24 : « Maison commerciale » (1894, Louis Thalheimer architecte).

La rue Saint-Marc est une voie publique située dans le 2e arrondissement de Paris. Elle débute au 149, rue Montmartre et se termine au 10, rue Favart.

## Origine du nom
Cette rue doit sa dénomination à une enseigne.
Au milieu du XVIIème siècle la famille Vivien (seigneur de Saint-Marc ou Saint-Mard en Seine-et-Marne) réalisa un lotissement et donna son nom à plusieurs voies dont les rues Vivienne et Saint-Marc.

## Historique
Cette rue a été construite vers 1650.
Une décision ministérielle à la date du 5 germinal an VI (25 mars 1798), signée Letourneux, fixe la largeur de cette voie publique à 8 mètres. En vertu d'une ordonnance royale du 4 mai 1826, cette dimension est portée à 10 mètres.

### Rue Neuve-Saint-Marc
C'est une des rues percées vers l'an 1784, par lettres-patentes à la date du 18 février 1780. Celles-ci indiquent qu'il sera ouvert aux frais d'Étienne-François duc de Choiseul-Amboise et de son épouse, sur le terrain de leur hôtel et jardin, et en continuité de la rue Saint-Marc.
Cette rue de 25 pieds de largeur prit le nom de « rue Neuve-Saint-Marc » parce qu'elle prolongeait la rue Saint-Marc. Le percement fut immédiatement exécuté.

## Bâtiments remarquables et lieux de mémoire
- No 8 : L’entrée sud du passage des Panoramas avec la boutique Stern.
- No 10 : l’éditeur Auguste Sautelet (1800-1830) s’y tire une balle dans la tête le 13 mai 1830, à 5 heures et demie du matin, dans son appartement.
- Nos 8 et 10 : immeuble construit, en 1930, par Henri Sauvage[4].
- No 14 : ici est né et mort le poète et auteur dramatique Ernest Legouvé[5] (1807-1903) ; son petit-fils, le peintre George Desvallières (1861-1950), y est né également. À la mort d'Ernest Legouvé, la maison est occupée par le compositeur Émile Paladilhe (1844-1926), qui avait épousé Georgina Desvallières, sœur de George Desvallières et petite-fille d'Ernest Legouvé.
- No 15 : adresse du peintre Jean-Louis Laneuville (1756-1826), portraitiste, marchand d'art et collectionneur dont la collection fut dispersée ici même du 5 au 7 juin 1826.
- No 18 : ancien hôtel particulier des Magon de La Balue.
- No 24 : « Maison commerciale » (1894, Louis Thalheimer architecte[6]) construite pour un grossiste de tissus. Consistant essentiellement en un vaste hall de vente montant du plancher bas du rez-de-chaussée jusqu'au troisième étage, avec des galeries entourant chacun des étages, l'immeuble était équipé d'un ascenseur à l'air comprimé[7]. Il est largement éclairé par de grandes ouvertures vitrées permettant une exposition avantageuse de la marchandise.

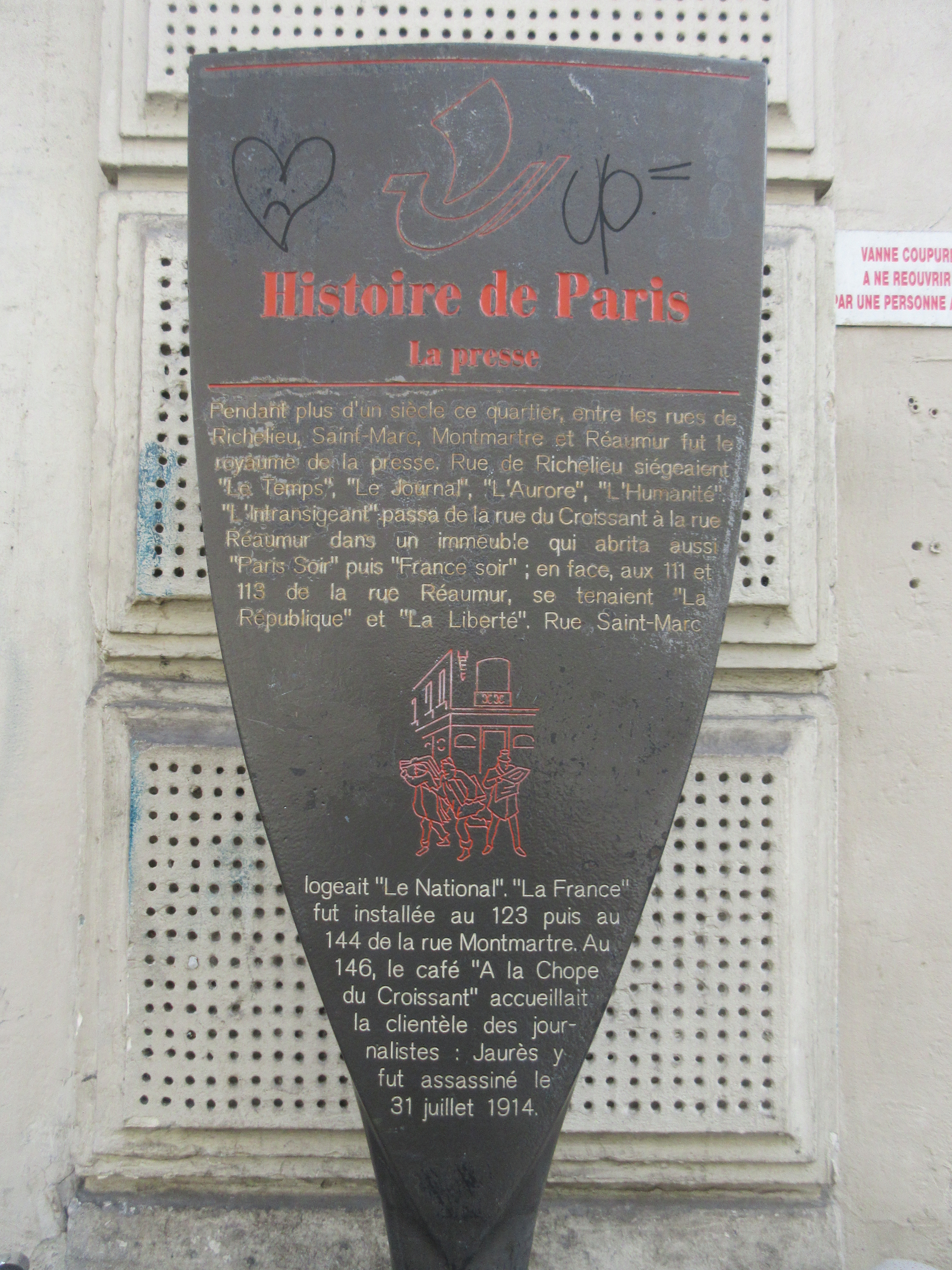
Panneau Histoire de Paris : « La Presse »

- No 81 : ancien hôtel Royal, où le député à l'Assemblée nationale constituante Jean Joseph André Montjallard se suicide en se jetant par la fenêtre du troisième étage le 18 août 1791[8],[9],[10].

## Pour approfondir